# Lifehouse (groupe)
Pour les articles homonymes, voir Lifehouse.
Lifehouse est un groupe de rock alternatif américain, originaire de Los Angeles, en Californie. Il apparait sur la scène musicale américaine en 2000 avec le single Hanging by a Moment, tiré de l'album No Name Face. Le groupe est composé de Jason Wade (chant et guitare), Rick Woolstenhulme (batterie), Bryce Soderberg (bassiste et occasionnellement chœur) et de Ben Carey (guitare).
Le groupe gagne en popularité en 2001 avec le single Hanging by a Moment de leur premier album, No Name Face,. En 2002, Lifehouse publie la suite de l'album Stanley Climbfall. Depuis, ils compteront cinq albums supplémentaires : the eponymous Lifehouse en 2005, Who We Are en 2007, Smoke and Mirrors en 2010, Almería en 2012, et Out of the Wasteland en 2015. Ces albums contiennent les singles You and Me, First Time, Whatever It Takes.
En mai 2015, Lifehouse compte plus de 15 millions d'albums vendus à l'international.

## Biographie

### Blyss et formation (1996–1999)
Jeune, Jason Wade écrit des chansons après le divorce de ses parents pour se sentir mieux. Après son arrivée à Los Angeles en 1995, il fait la rencontre du bassiste Sergio Andrade, son voisin de palier. L'année suivante, Wade, Andrade, et Jon « Diff » Palmer forment Blyss, un groupe précurseur de Lifehouse, et commencent à jouer dans des lycées,,. Plus tard, Collin Hayden et Aaron Lord seront recrutés.
Peu après, le bouche-à-oreilles atteint Ron Aniello, qui présentera Jason à Jude Cole, qui en retour le présentera à Michael Ostin du label DreamWorks Records,. En 1998, Anniello produit la première démo de Blyss, grâce à l'aide financière de DreamWorks Records. En 1999, le groupe sort une démo, Diff's Lucky Day, à l'origine diffusée dans les concerts du groupe, aux amis et éventuellement au gré des rencontres à des membres de l'industrie musicale. Éditée à 1 000 copies, cette démo crée la surprise en étant par la suite vendue sur le site de vente aux enchères américain Ebay à quelques centaines de dollars l'unité.

### No Name Face(2000–2001)
En 2000, Blyss réédite, remixe et publie douze des quinze chansons de sa démo Diff's Lucky Daysous le titre No Name Face le 31 octobre 2000,. Blyss se rebaptise Lifehouse  en raison de la protection commerciale du nom Blyss.
No Name Face rencontre le succès public et commercial, et s'écoule à plus de quatre millions d'exemplaires à l'international. Ce succès est en partie dû grâce au premier single commercial du groupe, Hanging by a Moment. Grâce au charisme du chanteur Wade, DreamWork Record se consacre principalement à lui. 'Hanging by a Moment est la troisième chanson du groupe nommée « première chanson de l'année » au Billboard Hot 100. Hanging by a Moment devient la chanson la plus diffusée sur les ondes américaines en 2001 alors que l'album No Name Face occupera la 6e place du Billboard 200 cette même année, devenant ainsi double disque de platine. Après la sortie de l'album, Jon Palmer quitte le groupe et est remplacé par Rick Woolstenhulme à la batterie dont le frère, Sean Woolstenhulme, sera le guitariste du groupe pendant un temps avant de rejoindre le groupe The Calling,.

### Stanley Climbfall(2002–2004)
L'année 2002 est riche en concerts puisque Lifehouse fait plusieurs premières parties de la tournée américaine des Rolling Stones, et participe à la cérémonie d'ouverture de Jeux olympiques d'hiver de 2002 à Salt Lake City, deux signes de la reconnaissance du talent et du succès du groupe. Leur deuxième album, Stanley Climbfall, confirmera le succès du groupe puisqu'il occupera la 7e place du Billboard 200 en 2002. Mais le succès de l'album n'est que de courte durée, les singles Spin (2002) et Take Me Away étant surpassés par le succès du premier album. C'est en 2003 — grâce à la série Smallville dont Everything est la principale chanson du premier épisode — que le groupe Lifehouse se fait connaître en France. Elle rejoue dans l'épisode 21 de cette saison puis dans l'épisode 4 de la dixième saison lors d'une danse entre Clark et Loïs[réf. nécessaire].
En avril 2004, Sergio Andrade et Sean Woolstenhulme, quittent à leur tour le groupe, et c'est alors Bryce Soderberg qui rejoint le groupe dans l'élaboration de leur troisième album.

### Lifehouse(2004–2005)
Lifehouse est venu le temps d'un épisode de Smallville (4x18) pour la sortie de l'album Lifehouse en 2005. Ils jouent lors de la soirée du bal de fin d'année en y interprétant notamment You and Me, Blind et Come Back Down. Possédant une notoriété relativement faible en France – alors que le groupe est très connu aux États-Unis, en Grande-Bretagne ou encore en Allemagne – le single phare de leur troisième album You And Me est diffusé en 2005 sur les ondes de la radio française Europe 2, poussée par les fans du groupe et par l'enthousiasme des membres et animateurs de la radio.

### Who We Are(2006–2008)
Lifehouse commence à enregistrer son quatrième album à la mi-2006 au studio de Kiefer Sutherland et Jude Cole, Ironworks Studios, à Los Angeles. Leur quatrième album, intitulé Who We Are, est publié le 19 juin 2007. L'album fait participer Wade, Woolstenhulme et Soderberg. La sortie de l'album est suivie par une tournée avec The Goo Goo Dolls et Colbie Caillat.
Le premier single de l'album est la chanson pop First Time, publiée le 24 avril 2007. Il débute à la 48e place du Billboard Hot 100 en mai. Le deuxième single de l'album, Whatever It Takes, est diffusé sur les ondes le 29 octobre 2007. Broken, leur troisième single apparait dans plusieurs séries télévisées dont Grey's Anatomy (Lay Your Hands On Me), Criminal Minds (In Birth and Death, troisième saison, épisode 2), One Tree Hill, One Life to Live et The Hills. Lifehouse organise un concours pour la réalisation d'un clip de Make Me Over. En octobre 2008, l'album est certifié disque d'or par la RIAA.

### Smoke and Mirrors(2008–2011)
Lifehouse annonce en août 2008 l'enregistrement d'un cinquième album. Le groupe entre en studio le 12 novembre 2008. Ils annoncent l'album pour la fin 2009.
Le 11 avril 2009, le groupe annonce Ben Carey comme membre officiel.
Le premier single, Halfway Gone, est publié le 27 octobre 2009. Le clip est diffusé sur le VH1 Top 20 à la fin novembre.
L'album atteint la sixième place du Billboard 200 avec 54 203 exemplaires vendus.

### Almería(2011–2012)
En août 2011, Lifehouse annonce sur leur page Facebook qu'ils sont en train de travailler sur leur sixième album.
Le 11 septembre 2012, Lifehouse publie un nouveau single avec Natasha Bedingfield intitulé Between the Raindrops. Un mois après, le 18 octobre, le groupe annonce le titre de leur sixième album, Almería, d'après la ville espagnole du même nom où de nombreux films de western spaghettis ont été filmés. Almería est publié le 11 décembre aux États-Unis, et le 12 décembre à l'international.

### Out of the Wasteland(depuis 2013)
Lifehouse entre en studio en mai 2014. Le 15 novembre 2014, le groupe annonce un nouvel album, Flight.

## DVD
- 2005 : Everything (réunissant des clips vidéos, des pistes musicales et des lives en concerts est sorti le 22 novembre)

## Médias
- "You and Me" a été utilisé dans l'épisode 6 de la saison 2 de la série Boston Justice.
- "You and Me" a aussi été inséré dans l'épisode 10 de la saison 2 de la série Grey's Anatomy.
- La chanson "Broken" est utilisée dans l'épisode 11 de la saison 4 de la série Grey's Anatomy
- La chanson "Broken" est utilisée dans l'épisode 9 de la saison 5 de la série Les Frères Scott.
- La chanson "Broken" est utilisée dans l'épisode 2 de la saison 3 de la série Esprits criminels.
- La chanson "Storm" est utilisée dans la promo de la 5e saison de Dexter, intitulée It's Already Over
- La chanson "Crash And Burn" est utilisée dans l'épisode 23 de la saison 2 de la série Castle (Episode 23)
- Les chansons "All In All" et "All In" ont été utilisées dans la série Scrubs.
- La chanson "It Is What It Is " est utilisée dans l'épisode finale de la saison 1 de Vampire Diaries
- La chanson "Trying" est utilisée dans l'épisode 19 de la saison 3 New York 911
- Un cover au piano de la chanson "Halfway Gone" est utilisée dans l'épisode 17 de la saison 2 de Vampire Diaries
- La chanson "Good Enough" est utilisée dans le Dessin animé The Wild.
- La chanson "Everything" est utilisée dans l'épisode 1 de la saison 1 de Smallville.
- La chanson "You and Me" est utilisée dans l'épisode 18 de la saison 4 de Smallville.
- La chanson "Everything" est utilisée dans l'épisode 9 de la saison 2 de Roswell.